# Szach-mat (balet)
Szach-mat (Checkmate) - balet w jednym akcie z prologiem.
- libretto i muzyka: Arthur Bliss;
- choreografia: Ninette de Valois;
- scenografia: Edward McKnight Kauffer

Prapremiera: Paryż 15 czerwca 1937, Théâtre des Champs-Elysée, Vic-Wells Ballet.

Premiera polska: Wrocław 8 lutego 1964, Państwowa Opera.

## Osoby
- Czarna Królowa
- Czerwony Rycerz
- Czerwona Królowa
- Czarny Rycerz
- Czerwony Król
- dwaj gracze w szachy
- Śmierć
- czarni rycerze, czarne wieże, czerwone laufry, czerwone wieże, czarne pionki, czerwone pionki